# Bahłaje (rejon wołoczyski)
Bahłaje – wieś w rejonie chmielnickim obwodu chmielnickiego.
W pobliżu znajduje się przystanek kolejowy Bahłaji, położony na linii Odessa – Lwów.

## Historia
Prywatna wieś szlachecka, położona w województwie wołyńskim, w 1739 roku należała do klucza Konstantynów Lubomirskich.